# Tongersestraat
De Tongersestraat is een straat in het centrum van de Nederlandse stad Maastricht. De straat was tijdens het ancien régime één der voornaamste in de stad, met onder andere het huis van de garnizoenscommandant. De ongeveer 350 meter lange straat telt 54 rijksmonumenten, waarmee het de op vijf na monumentrijkste straat is in Maastricht. De straat wordt gedomineerd door enkele universitaire instellingen, waaronder de School of Business and Economics van de Universiteit Maastricht, en een groot aantal studentenhuizen en cafés.

## Ligging
De Tongersestraat ligt in het zuidwestelijk deel van het Maastrichtse stadscentrum en loopt min of meer van oost naar west vanaf de T-kruising Lenculenstraat/Bouillonstraat tot aan de T-kruising Tongerseweg/Polvertorenstraat. Vanaf laatstgenoemd punt heet de straat Tongerseweg. Deze zet zich voort buiten het centrum van Maastricht, via het Tongerseplein tot aan de Belgische grens. De Tongersestraat vormt de grens tussen twee centrumbuurten: het Kommelkwartier (ten noorden van de Tongersestraat) en het Jekerkwartier (ten zuiden van de straat). Aan de noordkant liggen van oost naar west de volgende zijstraten: Bouillonstraat, Minderbroedersberg, Patersbaan, Abtstraat en Polvertorenstraat. Aan de zuidzijde zijn dat: Ezelmarkt, Kakeberg en Aldenhofpark.

## Geschiedenis

### Middeleeuwen
De Tongersestraat werd in de middeleeuwen aangeduid als Hoegh Lenculen; de huidige Lenculenstraat was Neerlenculen of Alde Lenculen. Oorspronkelijk lag de straat buiten de bebouwde kom van Maastricht en was in feite niet meer dan de westelijke landweg naar Vroenhoven en Tongeren. Aan deze weg lag, ongeveer ter hoogte van de monumentale poort naast het Jezuïetenklooster, de Hof van Lenculen. Deze vormde waarschijnlijk de centrale hof van een vroegmiddeleeuwse koninklijke fiscus (grondbezit), de Vroenhof. Deze Maastrichtse vroonhof (of laathof) werd voor het eerst vermeld als koninklijk domein in 1131, maar is beslist ouder. Vanaf begin 13e eeuw vormde de Vroenhof de kern van de Brabantse macht in Maastricht.
Bij de bouw van de eerste middeleeuwse stadsmuur kort na 1229 bleef de Hof van Lenculen - en de latere Tongersestraat - buiten de ommuurde stad. Tot omstreeks 1380 was de Lenculenpoort de zuidwestelijke stadspoort van Maastricht. Pas door de bouw van de tweede stadsmuur kwamen de Tongersestraat en de Hof van Lenculen binnen de ommuurde stad te liggen. Ze bleven desalniettemin deel uitmaken van het rechtsgebied van de Vroenhof en waren dus geen onderdeel van de tweeherige stad. Aan het westeinde van de straat werd de Nieuwe Lenculenpoort gebouwd, later aangeduid als Tongersepoort, met daarnaast een wachthuis. De (Oude) Lenculenpoort aan het oosteinde van de straat bleef gewoon bestaan en werd nog eeuwenlang onderhouden als onderdeel van de reserve-verdedigingslinie. In 1734 werd de poort afgebroken. Na de ontmanteling van Maastricht, viel in 1867-68 ook de Tongersepoort onder de slopershamer.

### Ancien régime
Van de Hof van Lenculen zijn geen afbeeldingen bekend. Uit oude documenten kan worden afgeleid dat de hof in elk geval een zaal voor rechtszittingen, een torenkamer (als gevangenis?) en een stal voor in beslag genomen vee omvatte.. De hof werd bij het beleg van Maastricht door Parma in 1579 verwoest en ter plekke niet meer herbouwd. Mogelijk is een 16e-eeuwse gedenksteen in de tuin van het voormalige Reparatricenklooster in de Kapoenstraat afkomstig van de Hof van Lenculen. De staatkundige instelling die vanaf dat moment "graafschap van de Vroenhof" werd genoemd, bleef bestaan tot het einde van het ancien régime.

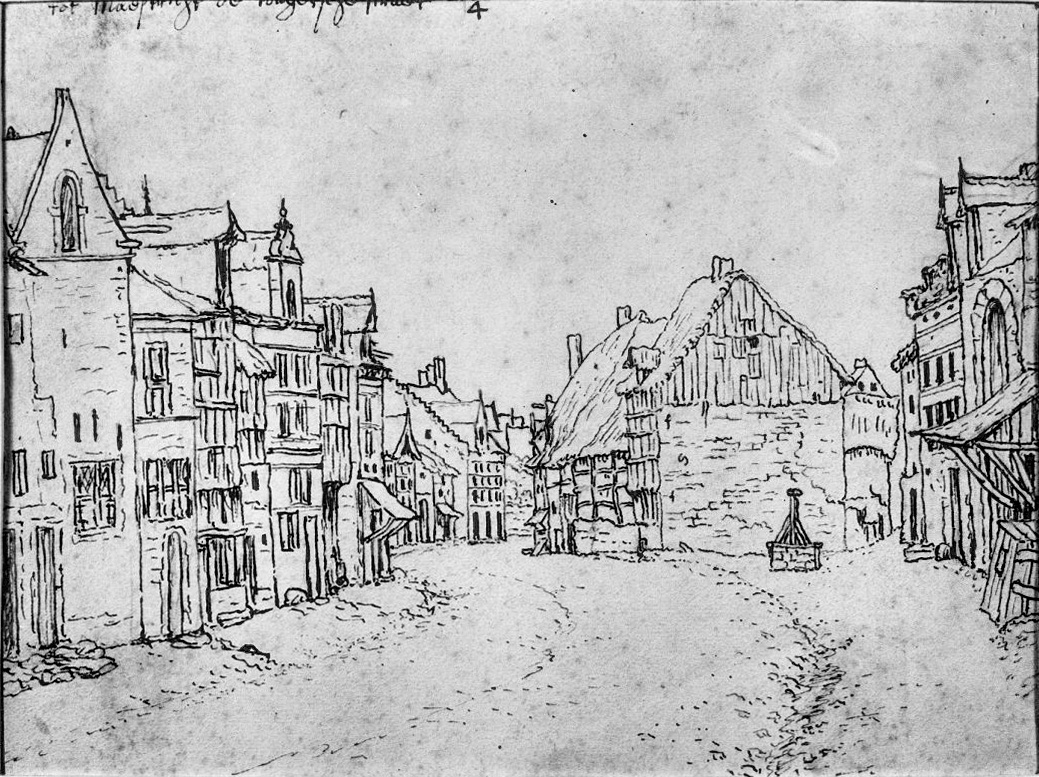
De Tongersestraat rond 1670. Rechts de Kakeberg

Van de Tongersestraat is een tekening van Josua de Grave uit circa 1670 bewaard gebleven. Van de door hem getekende huizen, deels nog in vakwerk en met strodaken, is vrijwel niets te herkennen. Wel heeft de grotendeels blinde gevel van het huis op de hoek met de Kakeberg dezelfde vorm als tegenwoordig. Voor het huis, waar tegenwoordig het Sint-Servaasbeeld staat, bevindt zich een waterput. Opvallend is de zeer hoge inrijpoort geheel rechts. De straat zelf is ongeplaveid, met diepe karrensporen. Tussen 1803 en 1813 legden de Fransen de Steenweg Maastricht-Tongeren aan (ook Route Napoléon, tegenwoordig Tongerseweg), waardoor de Tongersestraat een belangrijkere verkeerweg werd. Na de sloop van de Tongersepoort, die als sta-in-de-weg voor het verkeer werd gezien, nam dit belang verder toe.
Hoewel de Tongersestraat gold als een voorname woonstraat met onder andere de ambtswoning van de vestingcommandant, waren er in de 17e eeuw ook enkele "badstoven" aanwezig, badhuizen die werden gebruikt als bordeel.

### Moderne tijd
In 1852 vestigden de jezuïeten zich opnieuw in Maastricht, en wel in een huis aan de Tongersestraat dat voorheen eigendom was geweest van de adellijke familie Vilain XIIII. Dit huis stond min of meer op de plek van de Hof van Lenculen. In 1869 begon de bouw van een neogotische kloosterkerk, de Heilig Hartkerk (gesloopt in 1976). Voor de bouw van het Canisianum, een klooster annex theologische faculteit, moesten in de jaren 1930 zowel het Huis Vilain XIIII als de westelijk daarvan gelegen kazerne van de dragonders wijken. Een kostbare zaalbetimmering van het herenhuis siert thans de TEFAF-zaal van het Museum aan het Vrijthof. Een jaar na de jezuïeten, keerden ook de Maastrichtse franciscanen, die in de loop der eeuwen al tweemaal uit de stad verdreven waren, terug. In 1856 kwam het nieuwe klooster met theologie-opleiding gereed, gelegen vlak bij het vorige klooster op een terrein aan de noordzijde van de Tongersestraat (tegenwoordig Patersbaan). In 1859 kon de neogotische Sint-Bonaventurakerk worden ingezegend. In 1971 werd het gehele complex gesloopt en bestemd voor de bouw van (senioren)woningen. De koorbanken eindigden in de Sint-Servaasbasiliek, het hoogaltaar in de Sint-Matthiaskerk
Het oostelijk deel van de straat was al vanaf het midden van de 20e eeuw onderdeel van het Quartier Latin, de studentenwijk in het noordwestelijk deel van het Jekerkwartier. Bekend was en is het café Tribunal (Tongersestraat 1), naast de Toneelacademie Maastricht, vanouds een trefpunt voor studenten van de nabije kunstopleidingen. Na de vestiging van de Rijksuniversiteit Limburg in het voormalige Canisianum en andere leegstaande gebouwen in de buurt, kreeg ook het westelijk deel van de Tongersestraat een studentikoos karakter.

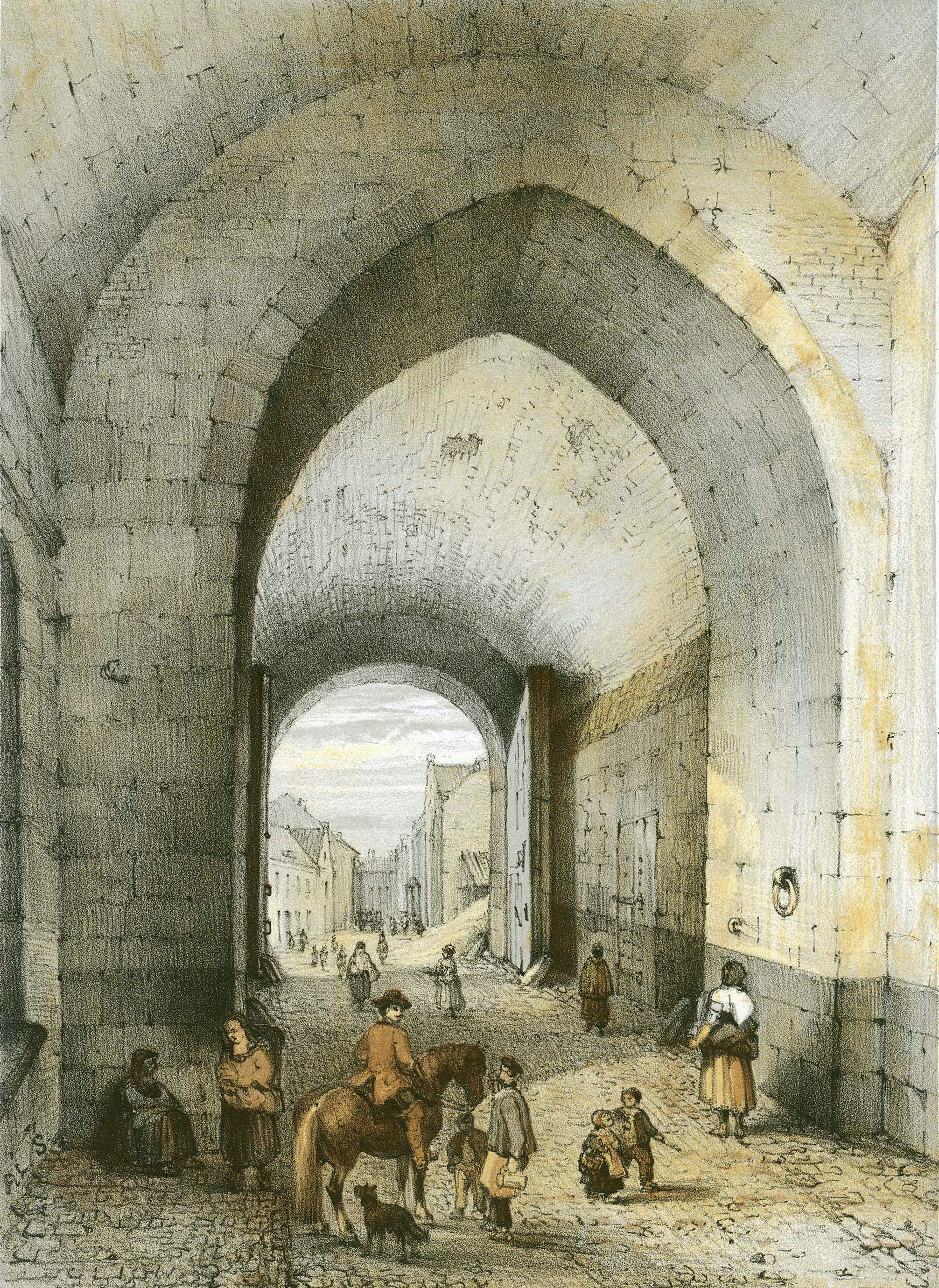
Tongersepoort (lithografie A. Schaepkens, 1857)
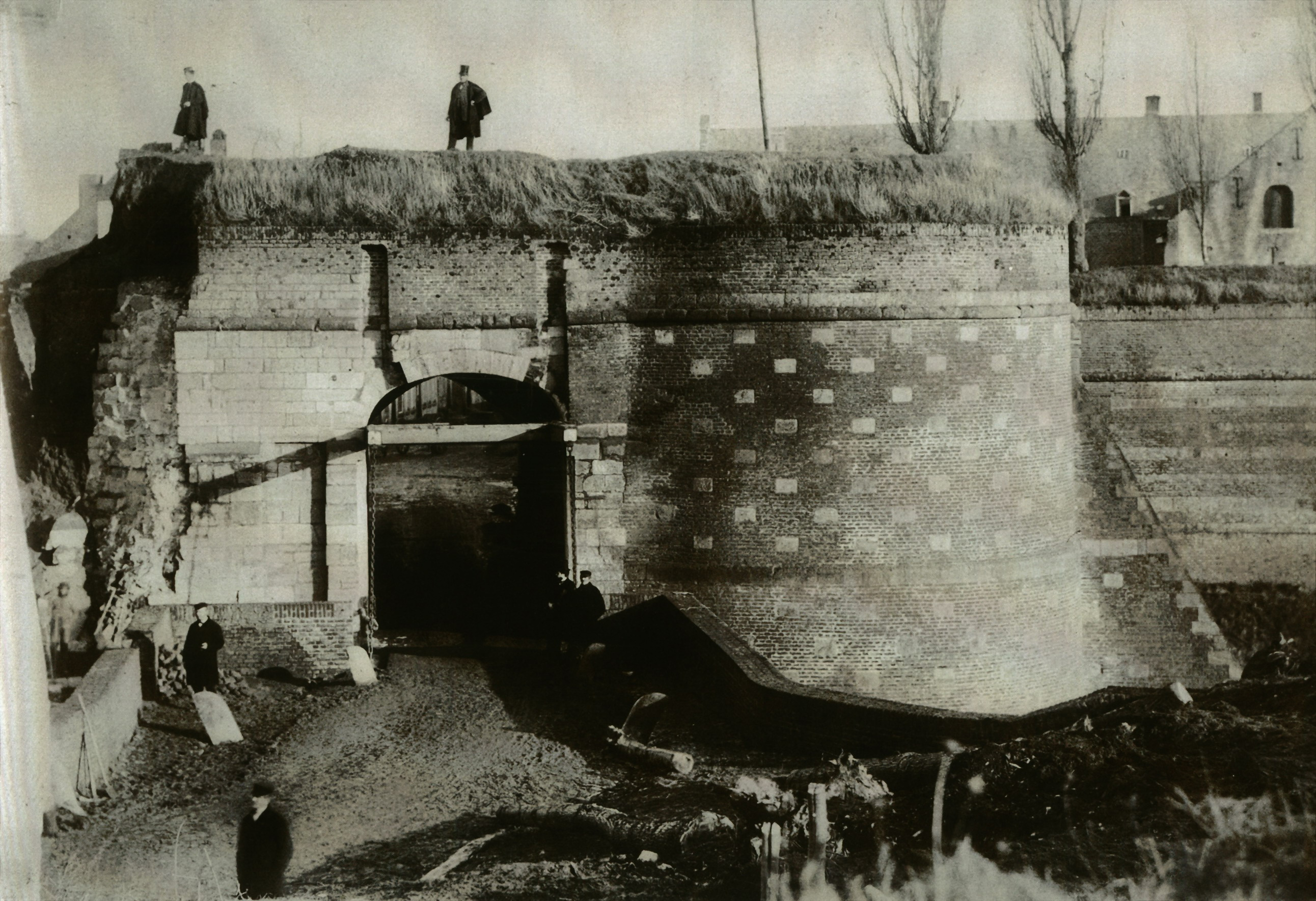
Sloop Tongersepoort (Th. Weijnen, 1868)
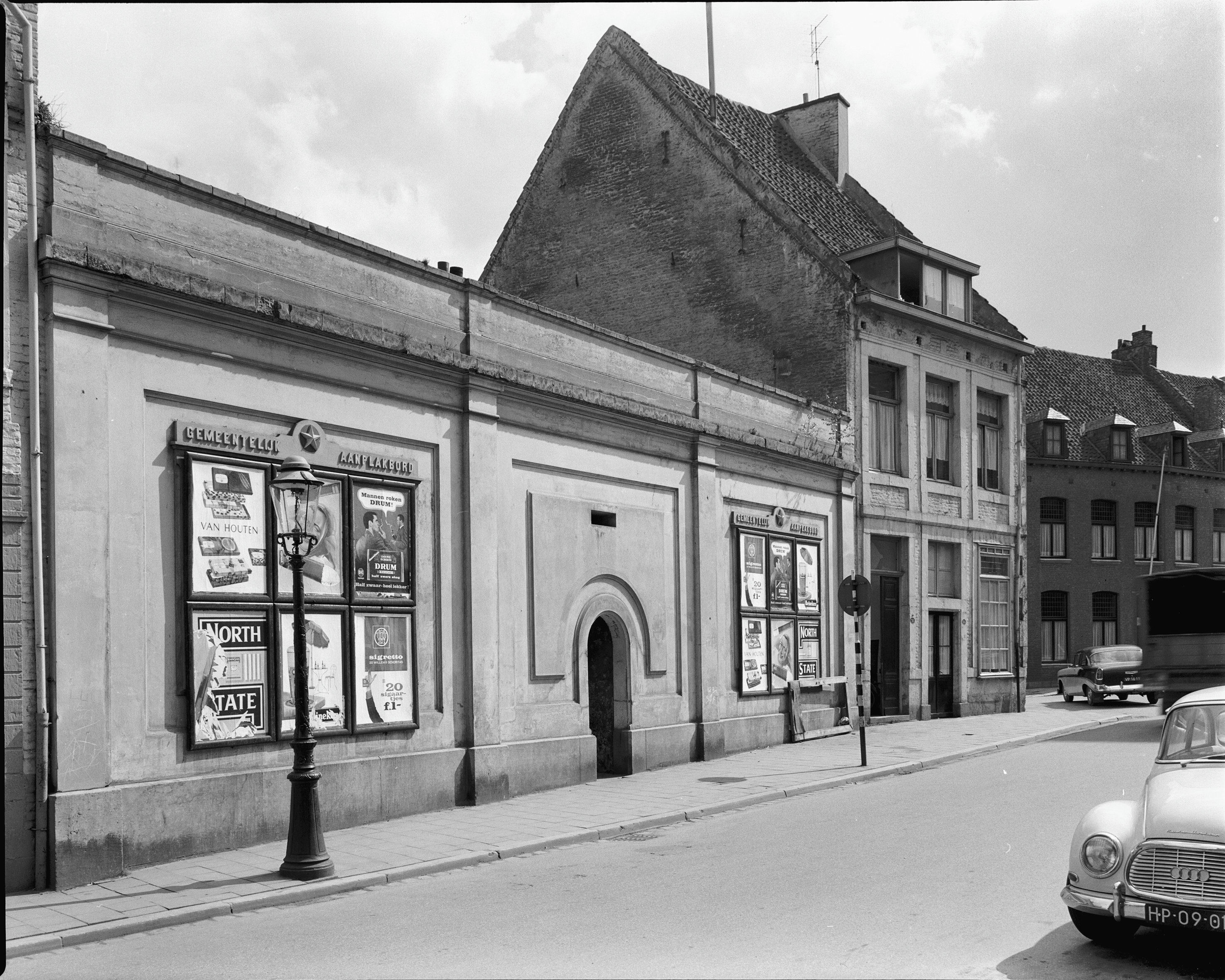
Nog bestaande blinde gevel tussen nrs. 33 & 35 (1962)
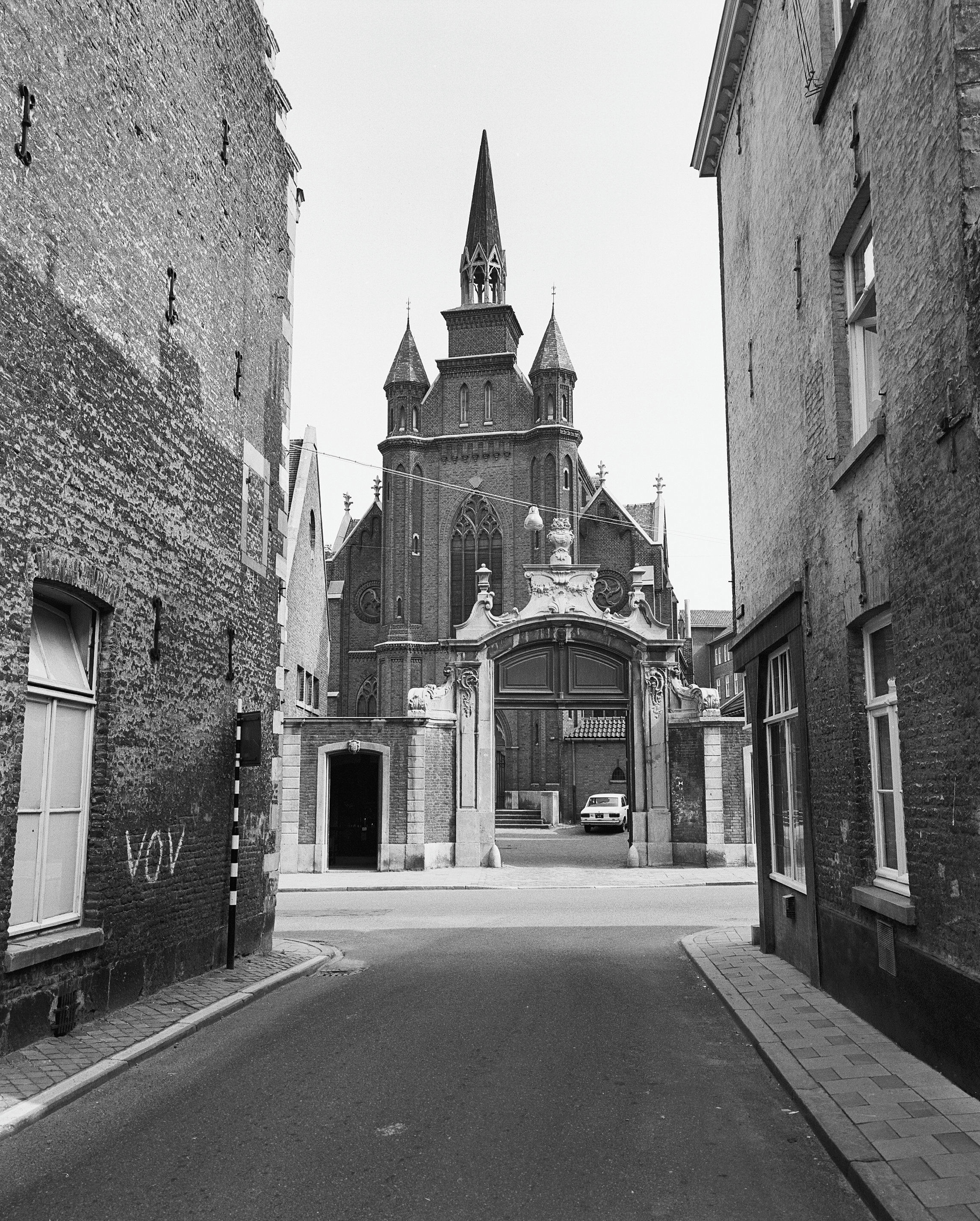
H. Hartkerk (1868-1976) vanuit de Abtstraat

## Erfgoed

### Religieus erfgoed
Het Jezuïetenklooster (of Canisianum) aan de Tongersestraat was in feite het tweede klooster van die orde in Maastricht, nadat het eerste klooster in 1774 op pauselijk bevel had moeten sluiten. Het grote bakstenen kloostercomplex uit de jaren 1930 verving een verbouwd herenhuis en kazerne, waarin het klooster vanaf 1853 gevestigd was geweest. Een barokke toegangspoort en hergebruikte fragmenten van een krulgevel herinneren nog aan het herenhuis Vilain XIIII. In een van de poortdoorgangen is een Mariakapel ingericht. Het in 1940 gereed gekomen Canisianum van architect A.H.J. Swinkels is typerend voor de stijl van de Delftse School. Het gebouw is in 1974 in gebruik genomen door de nog in oprichting zijnde Rijksuniversiteit Limburg, nu Universiteit Maastricht. De neogotische Heilig Hartkerk is kort daarna afgebroken, maar de kapel van het Canisianum, feitelijk de Derde Jezuïetenkerk, is nog in gebruik als studiezaal. Een nieuwe collegezaal werd door architect Jo Coenen in de tuin van het klooster, deels ondergronds, ingepast.
Aan de noordzijde van de straat liggen restanten van nog twee kloostercomplexen, allebei vestigingen van de franciscanen in Maastricht. Beide kloosters lagen enigszins afgezonderd achter de bebouwing van de Tongersestraat, aan het eind van steil oplopende straatjes. Het Tweede Minderbroedersklooster op de Minderbroedersberg is een rond 1700 gebouwd complex met een neoclassicistische kloosterkerk. Het gebouw is thans de hoofdzetel van de Universiteit Maastricht. Op de plek van het Derde Minderbroedersklooster ligt nu de Patersbaan. Het 19e-eeuwse klooster, inclusief de neogotische kloosterkerk, werd in 1971 gesloopt. Slechts de naam van de straat en de poortbekroning uit 1934 van een 18e-eeuwse poort (Tongersestraat 28) herinneren aan dit klooster.

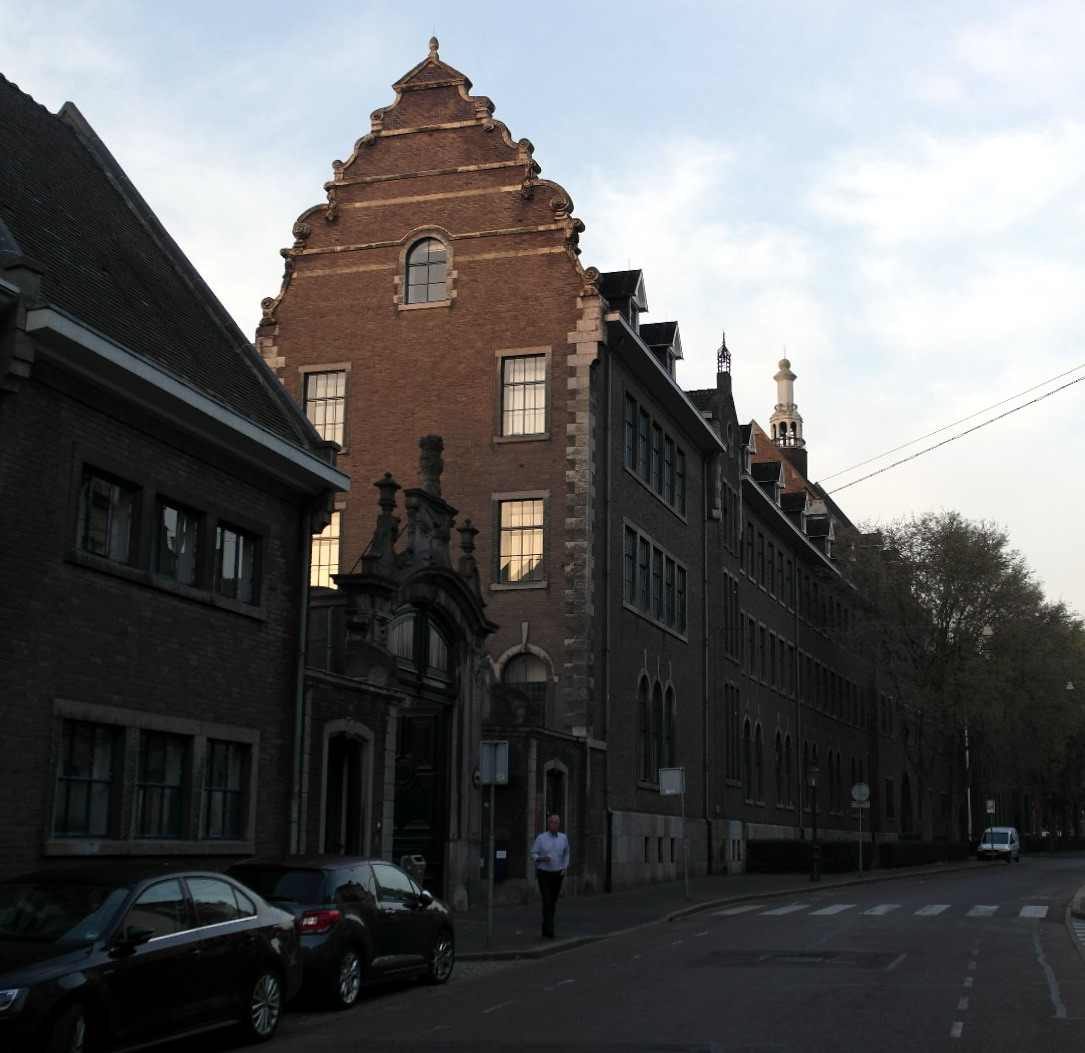
Jezuïetenklooster, straatzijde met barokke poort
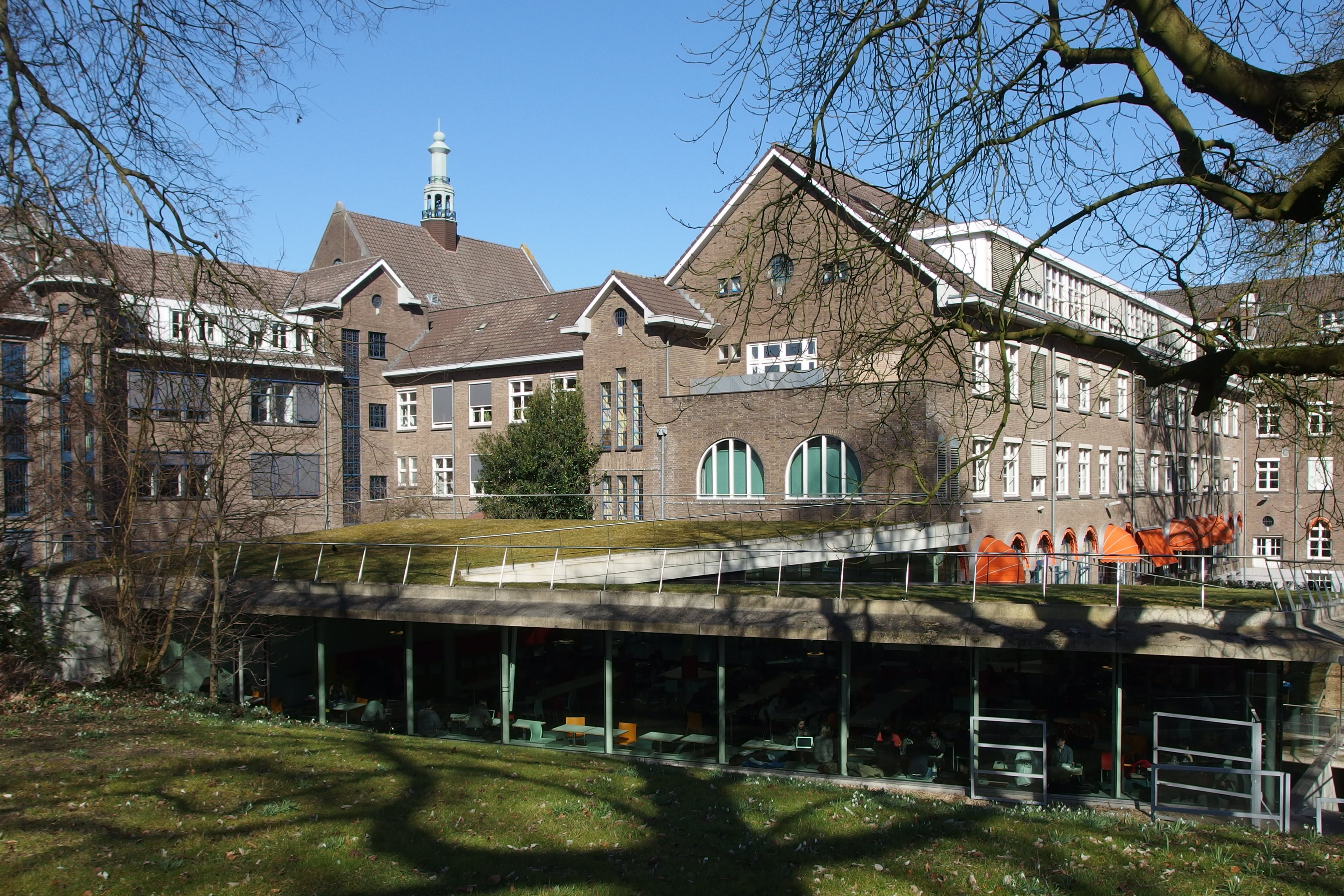
Jezuïetenklooster, tuinzijde met ondergrondse collegezaal
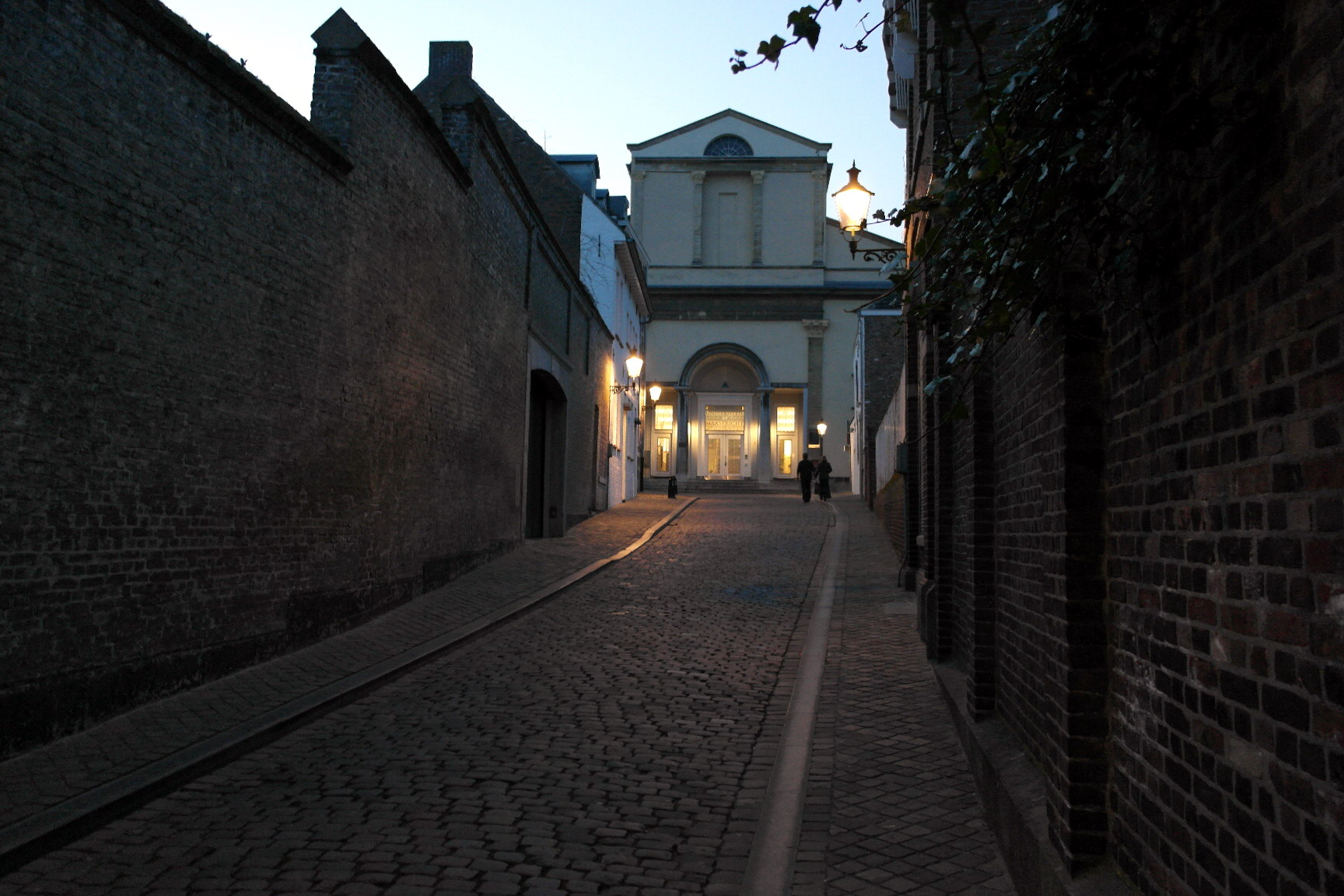
Minderbroedersberg met 2e Franciscanenkerk
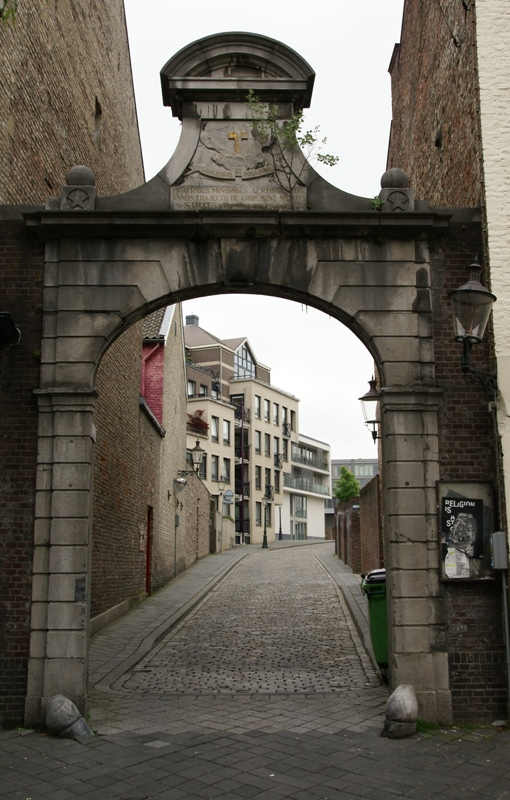
Patersbaan met poort 3e Franciscanenklooster

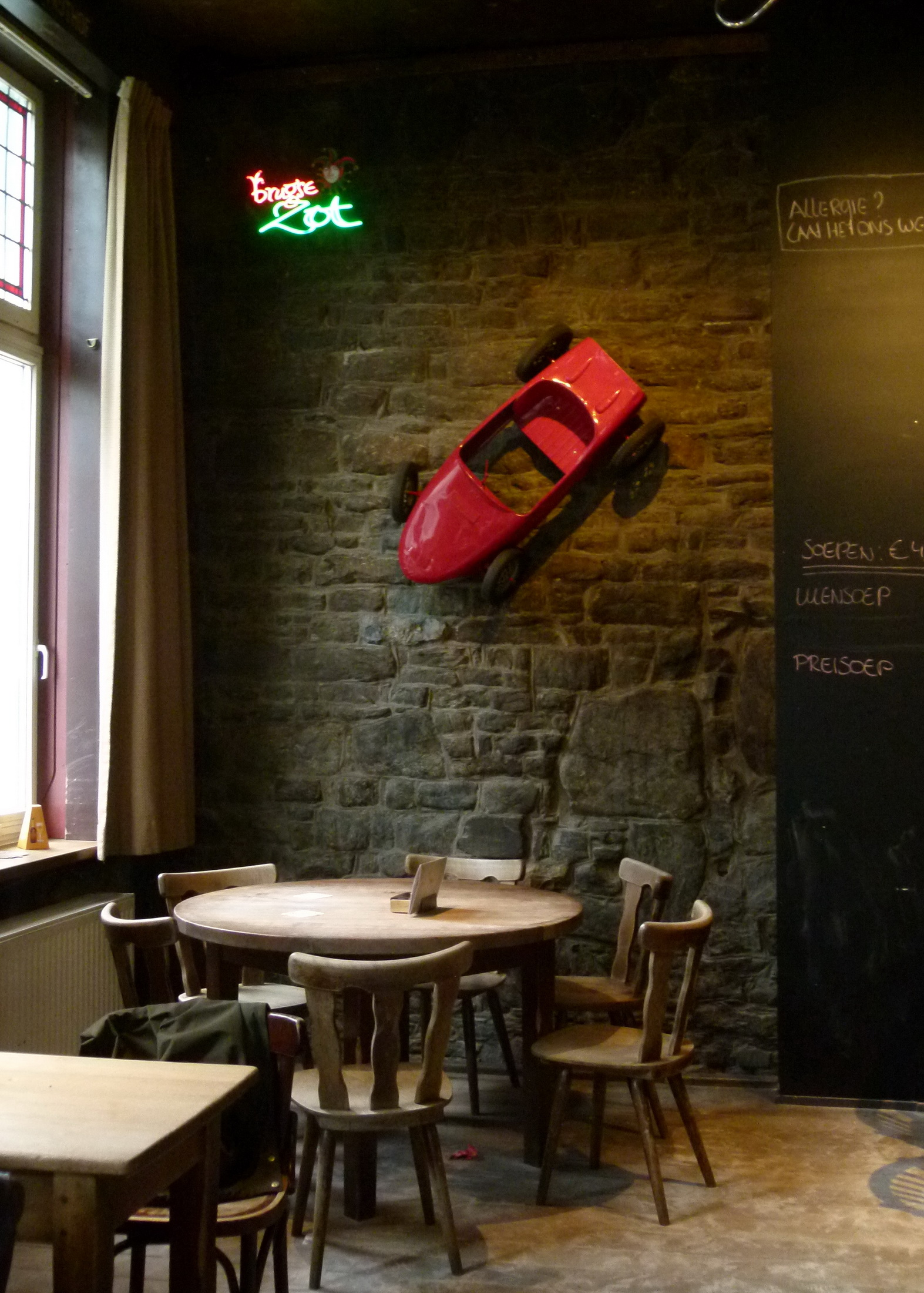
13e-eeuwse stadsmuur in café Tribunal

### Militair erfgoed
Van de eerste stadmuur is een fragment bewaard gebleven in het interieur van café Tribunal (Tongersestraat 1). Van de tweede muur is een groot stuk bewaard gebleven in het Aldenhofpark, de zogenaamde Jezuïetenwal met de kat (of cavalier) Tongersekat. In tuin van het Jezuïetenklooster bevinden zich twee kruithuizen: het grote kruithuis op de Bleekhof en het kleine, ondergrondse kruithuis bij de Tongersekat. Van de Tongersepoort is niets meer over, maar het naastgelegen wachthuis is min of meer in originele staat bewaard gebleven. Een opvallend element aan het eenvoudige, eenlaagse gebouw is het aan de straatzijde uitkragende zadeldak, dat aan deze zijde een luifel vormt. Het gebouw was in tweeën gedeeld, links de officierswacht, rechts de soldatenwacht, ieder met een eigen ingang.
De commandantswoning of commandement aan de Tongersestraat 6-8 was de woning van de vestingcommandant, de hoogste militaire gezaghebber na de gouverneur, die vaak afwezig was. In de Franse tijd (1794-1814) diende het gebouw als gerechtsgebouw. Later werd nr. 8 afgesplitst. Het pand heeft een brede gevel met oorspronkelijk tien traveeën. De gevel in Maaslandse renaissancestijl dateert uit de tweede helft van de 17e eeuw, maar werd in 1772 sterk verbouwd.

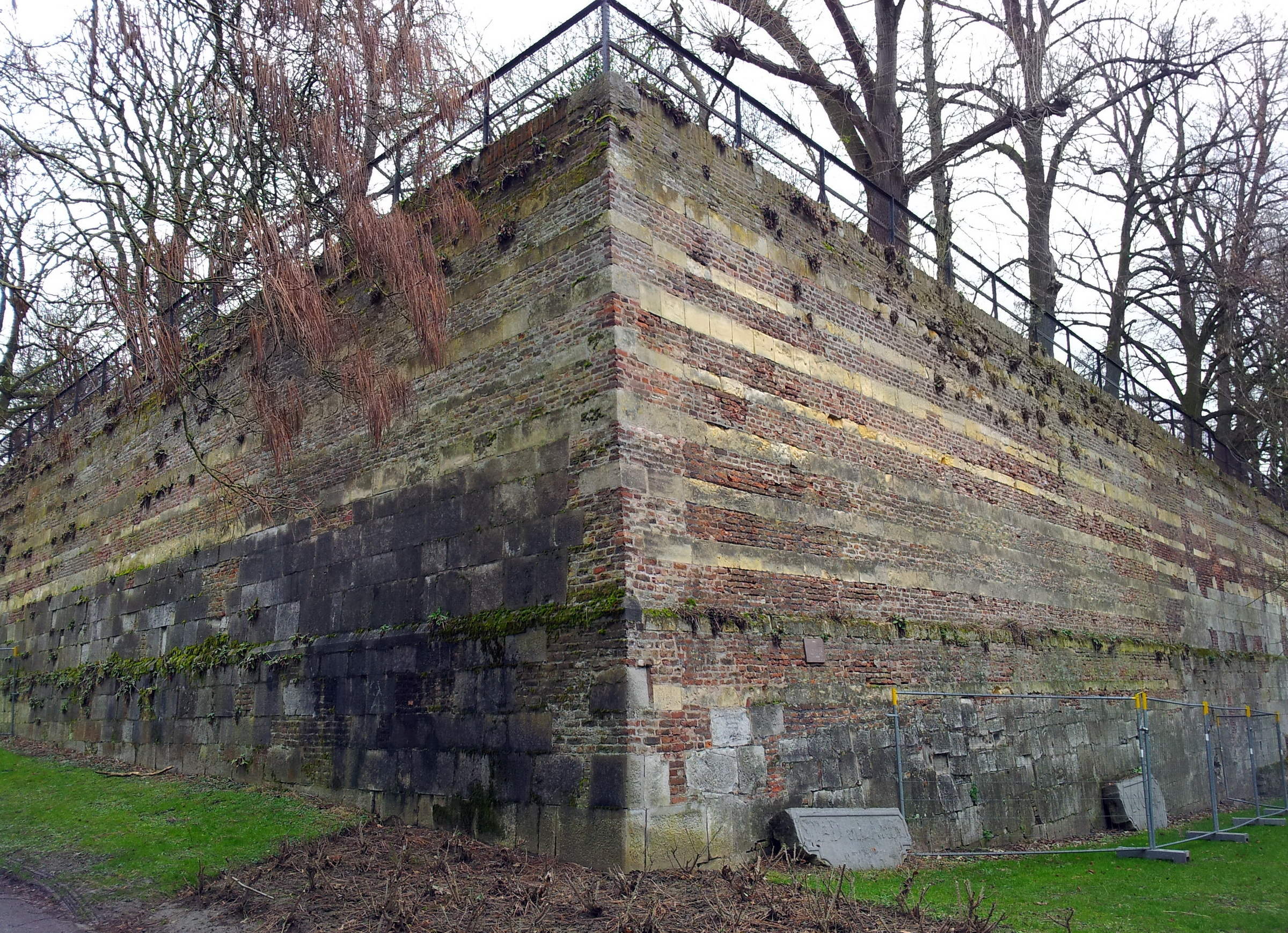
Jezuïetenwal en Tongersekat
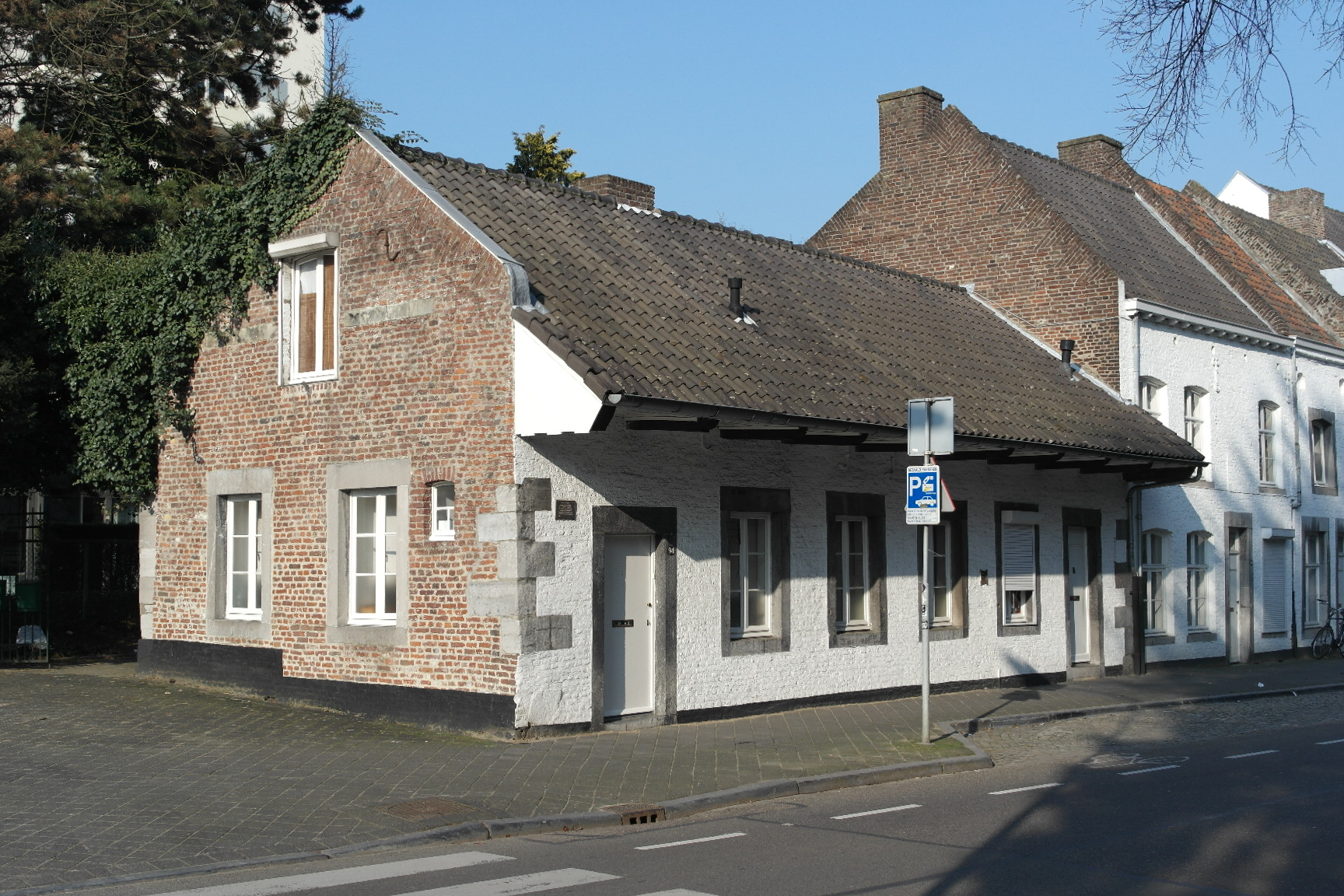
Wachthuis Tongersepoort
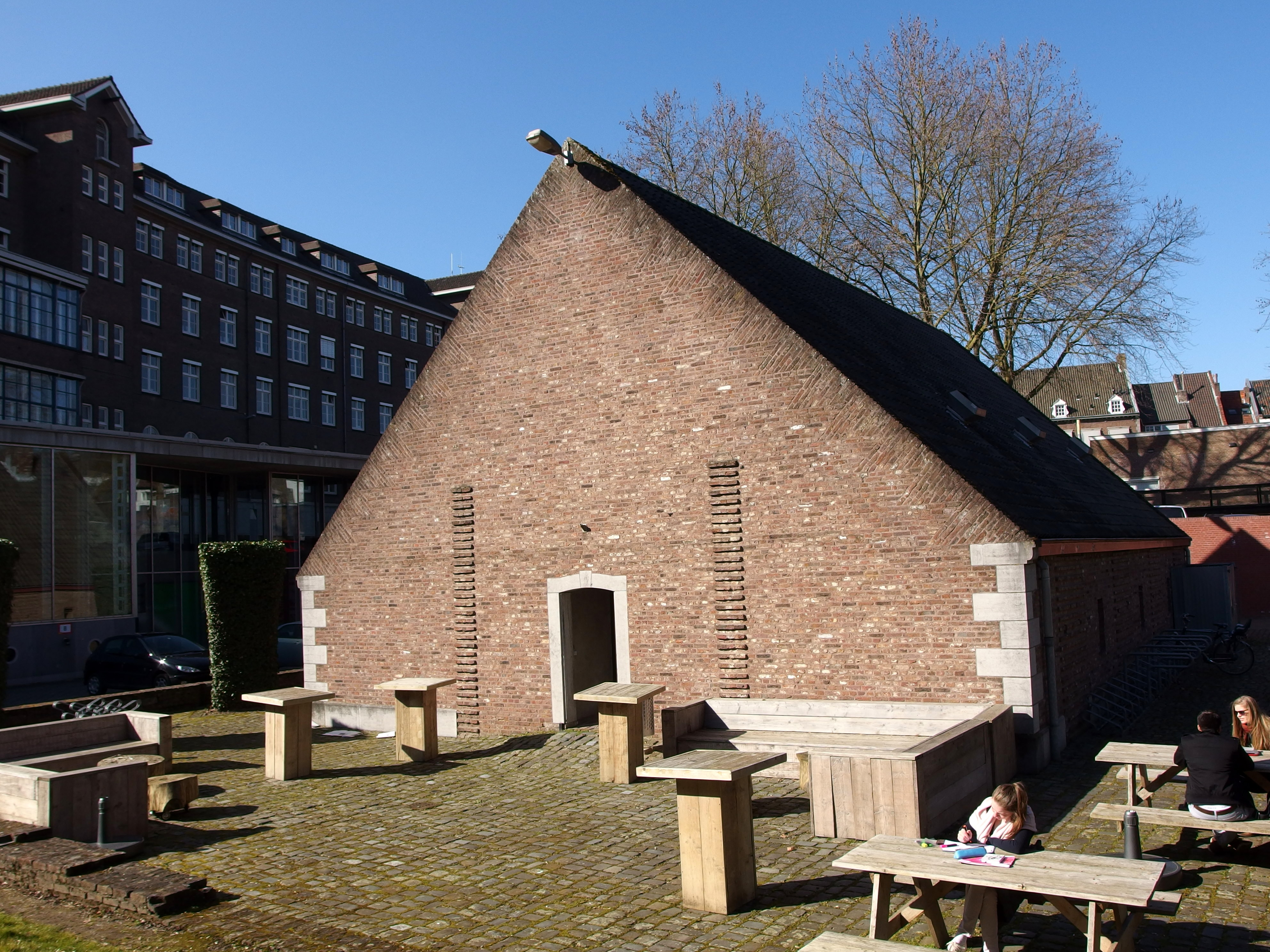
Kruithuis Bleekhof
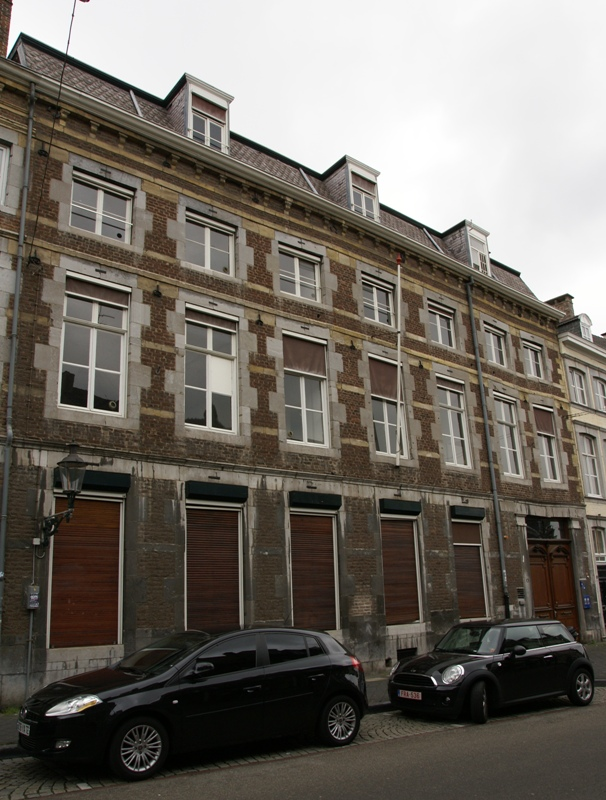
Commandantswoning

### Overige rijksmonumenten
De Tongersestraat ligt binnen het beschermd stadsgezicht van Maastricht. In de straat liggen 54 rijksmonumenten, meest woonhuizen met lijstgevels uit de 17e en 18e eeuw. Een enkel huis heeft een punt- of trapgevel (zijgevels nr. 60, voorgevel nr. 66). De meeste gevels zijn van baksteen met deur- en vensteromlijstingen van Naamse steen. Sommige gevels zijn geheel bekleed met Naamse steen. (nrs. 17, 18). Enkele huizen bezitten koetspoorten (nrs. 6, 49A, 68). Diverse monumentale huizen zijn thans in gebruik door de Universiteit Maastricht (nrs. 6, 22A, 43, 49, 49A).

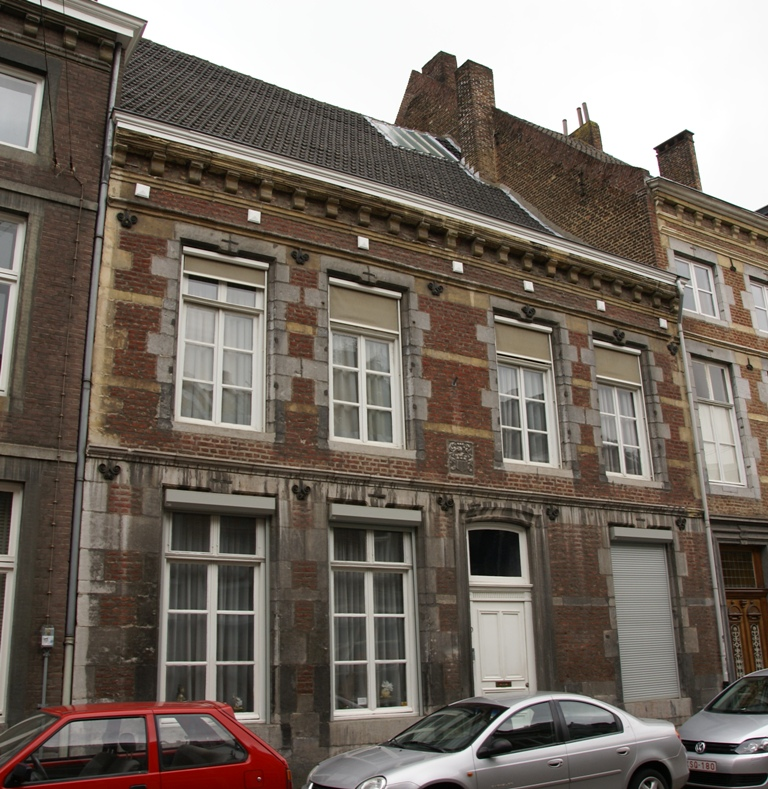
Tongersestraat 10
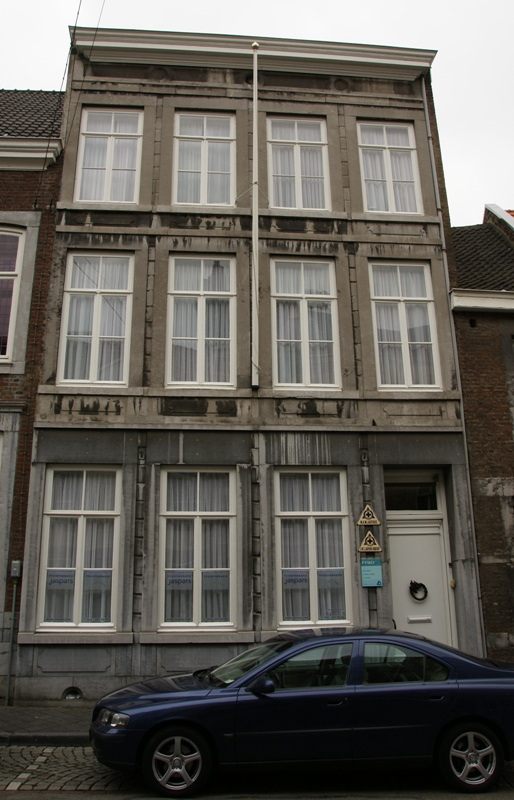
Tongersestraat 18
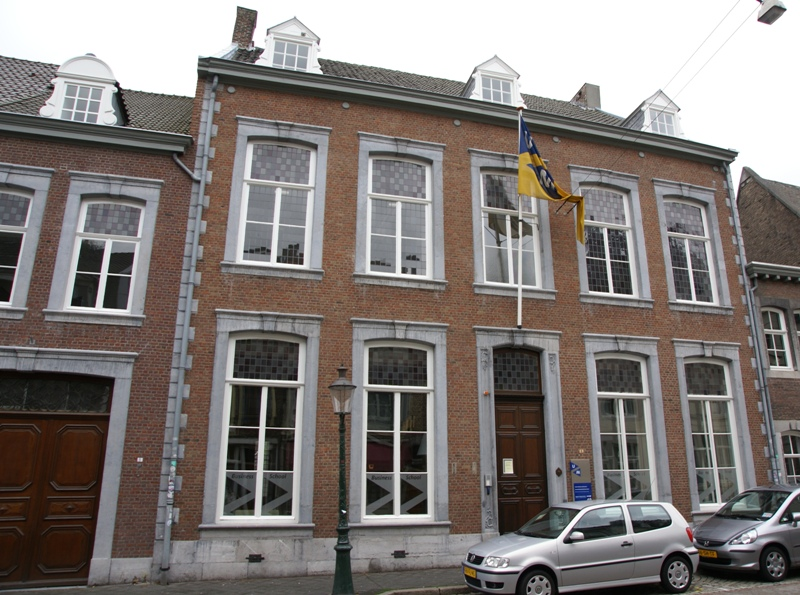
Tongersestraat 49
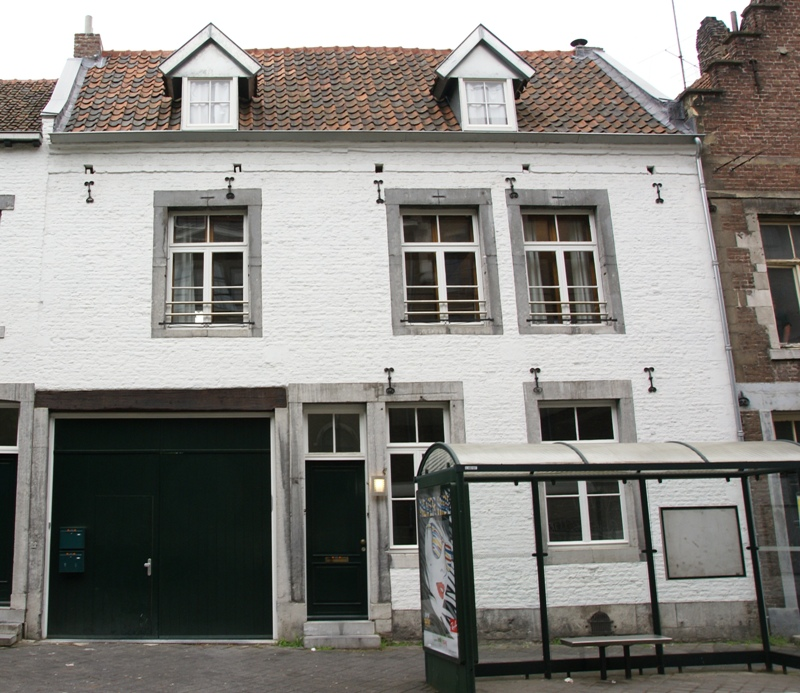
Tongersestraat 68

### Kunst in de openbare ruimte

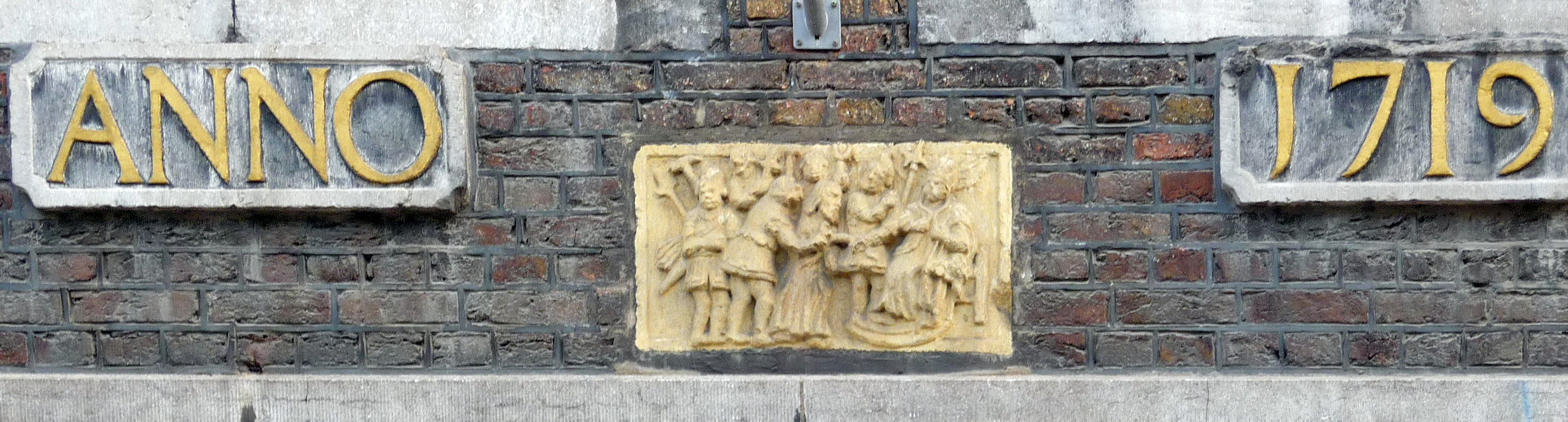
Gevelsteen Tongersestraat 11

Diverse huizen in de Tongersestraat bezitten een gevelsteen, meest uit de 18e eeuw. Tongersestraat 3, het hoekhuis aan de Ezelmarkt, heeft een gevelsteen met een galeischip met daarnaast ANNO 1739 en daaronder IN DE GALLEYE. De gevelsteen van Tongersestraat 11 stelt  Christus bij de hogepriester (of Herodes) voor en is mogelijk ouder dan de twee begeleidende jaarstenen uit 1719.
Op de hoek van de Kakeberg en de Tongersestraat bevindt zich een muurschildering uit 1988 van de Franse illustrator, cartoonist, schilder en schrijver Roland Topor. De schildering met als onderwerp de schending van mensenrechten werd in 2010 gerestaureerd. Op dezelfde hoek staat op een sokkel een levensgroot standbeeld van Sint-Servaas, de patroonheilige van Maastricht. Het beeld werd vervaardigd door Sjef Eijmael in 1959 en is een kopie van het beeld dat Charles Vos voor de Sint Servaasbrug maakte. In de tuin van het Canisianum, thans School of Business and Economics van de UM, bevinden zich enkele bronzen sculpturen.

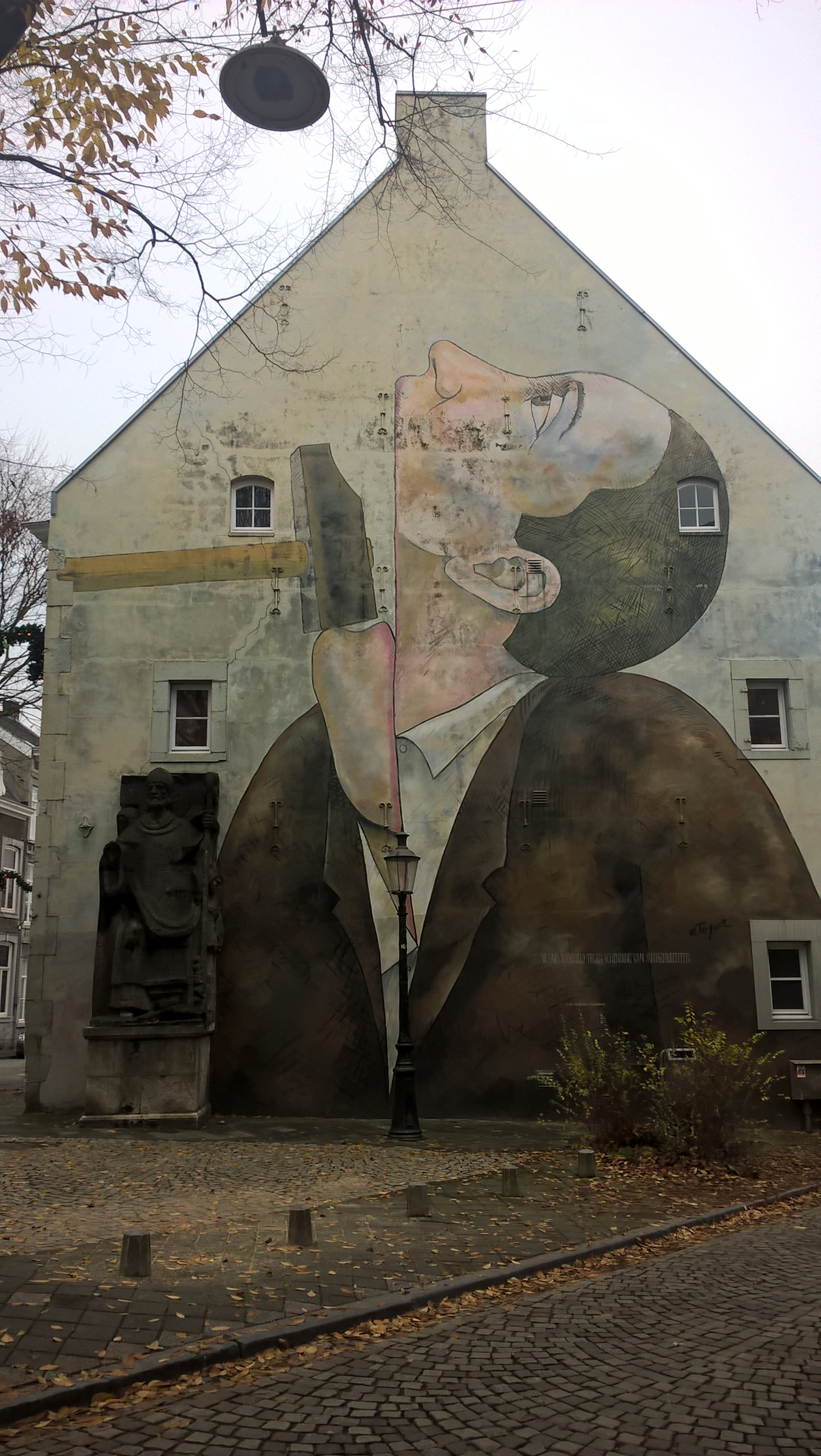
Muurschildering Roland Topor, 1988
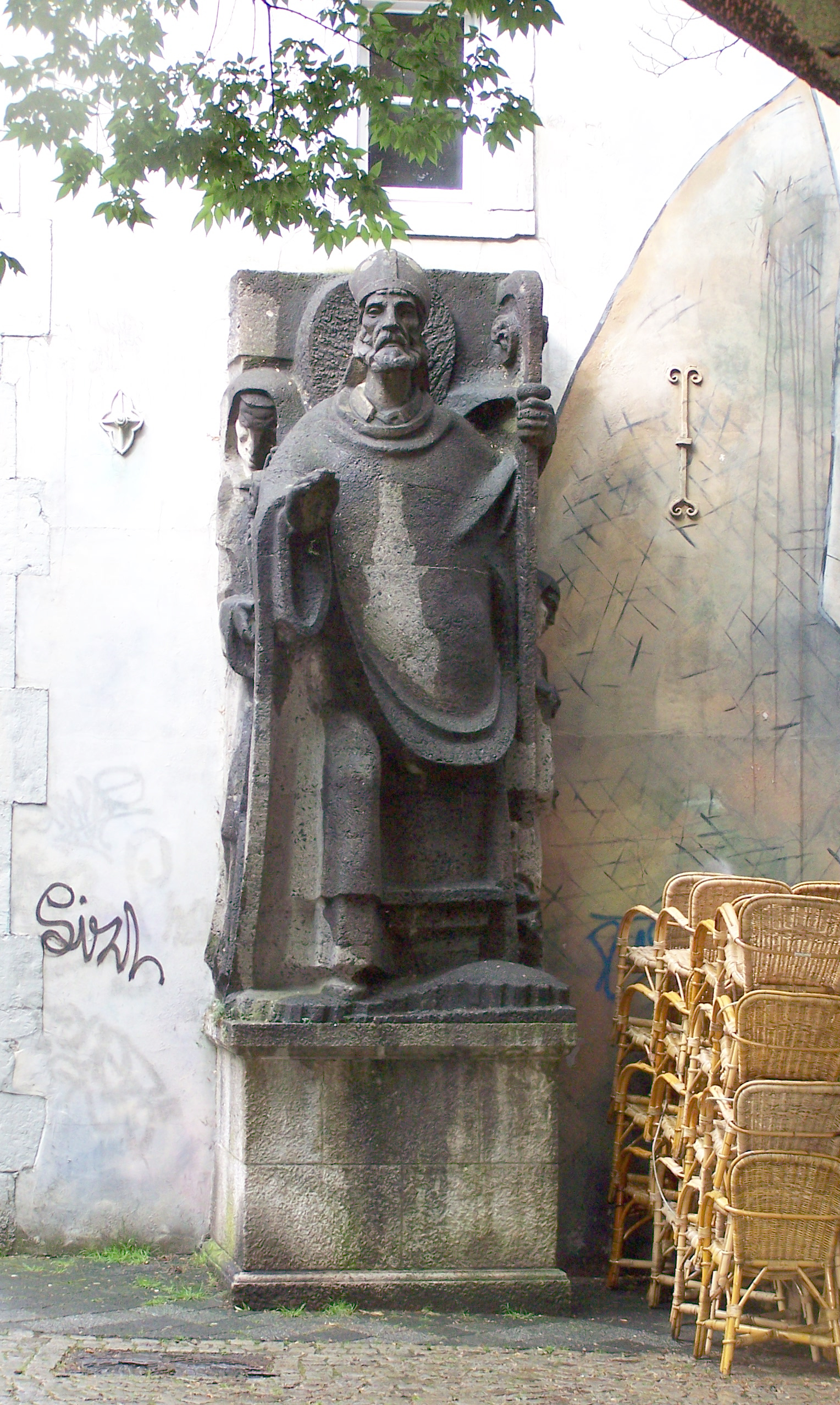
Sint-Servaas, Charles Vos/Sjef Eijmael, 1959
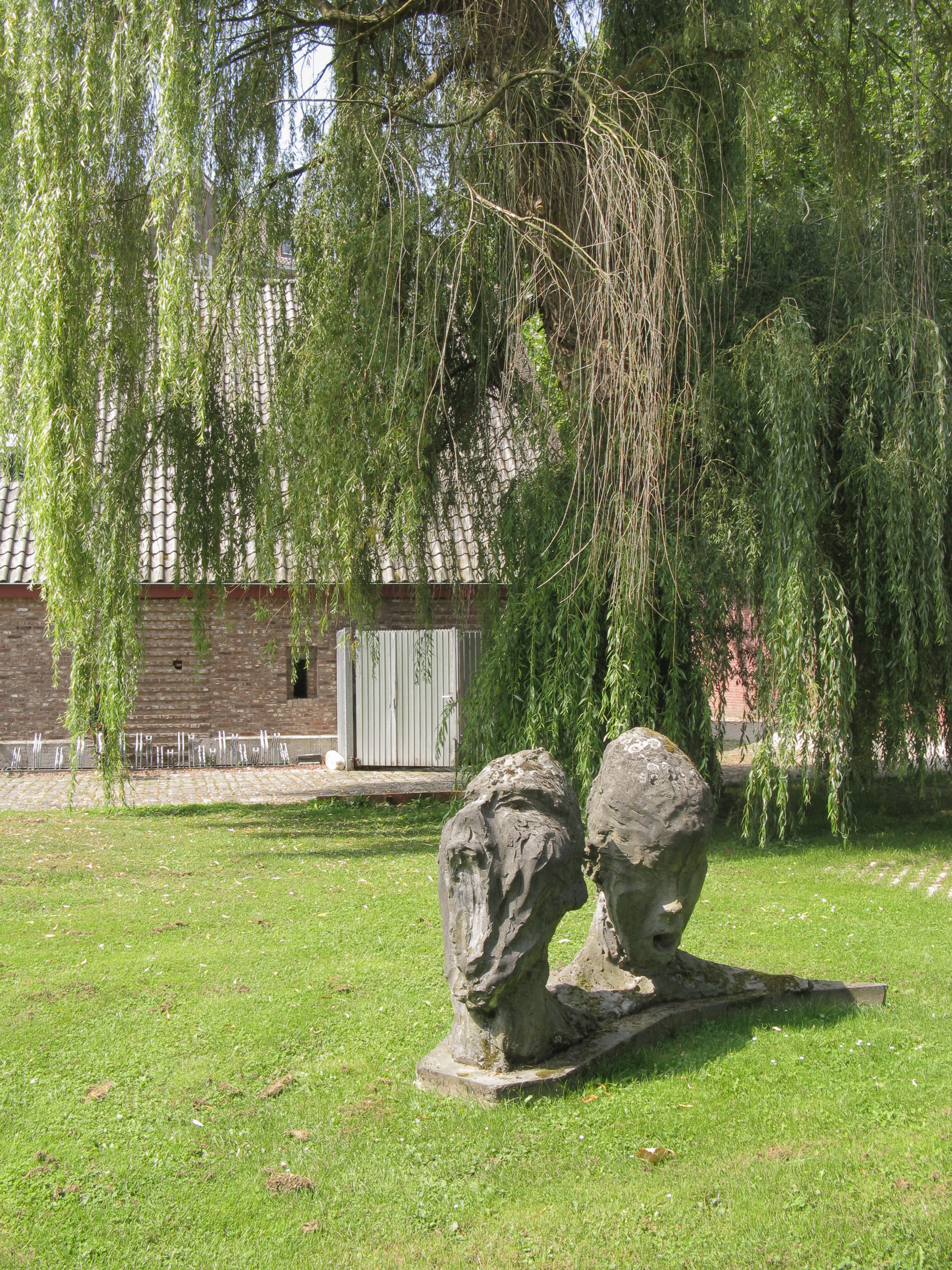
Tuinsculptuur, Anet van de Elzen, 1987
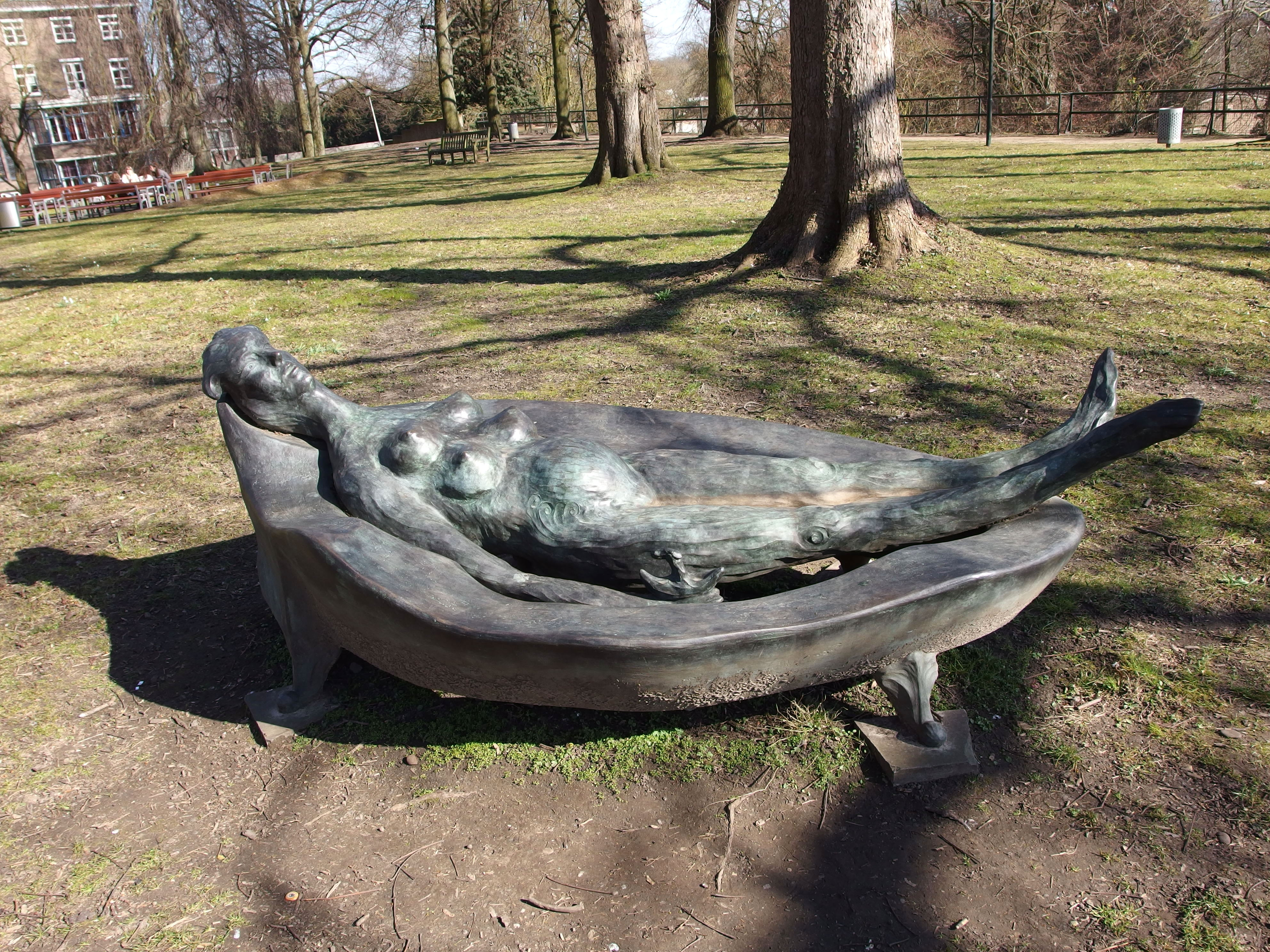
Badende bosnimph, Luk van Soom, 2007